# 大戦略 mobile
『大戦略 mobile』（だいせんりゃくモバイル）は戦略シミュレーションの元祖「大戦略」の流れをくむ本格ウォーゲームのケータイ版。株式会社ジー・モードが提供している携帯サイト：Gモードスタイルからダウンロードできたアプリケーションゲーム。iモード版とソフトバンク版があった。ソフトバンク版ではソフトバンク3G対応（一部機種は非対応）となっている。開発元はシステムソフト・アルファー。

## 概要
大戦略シリーズの一つ。CPUとの対戦方式。プレイヤーはプレイ開始後に、対戦するマップ（戦場）を1つ選択する。次に初期設定で初期位置選択（担当する軍の位置を選択する）、資金、ターン制限、プレイヤーが担当する軍、CPUが担当する軍を決定してゲームを開始する。設定した資金で兵器を生産、戦略拠点の占領、敵軍との戦闘を繰り返して敵首都の占領を目指す。
マップ
ドーナツ島の激戦、サンダーボルト作戦、激闘!アルデンヌ、アイランドキャンペーン、北海道防衛戦、決戦!五稜郭、砂漠の狐、舞い降りた鷲、川中島の戦い、南洋諸島攻略戦の全10マップ。
初期位置選択
青軍、赤軍のいずれかを担当する。赤軍、青軍によって攻める方向が違い、また各マップ上でプレイ開始初期に有している戦略拠点の数にも若干の差異が出る。
資金
1000〜20000まで設定可能。
ターン制限
20〜400ターンまで設定可能。
担当軍
プレイヤーは自分が担当する軍とCPUが担当する軍を決める。担当軍にはJP国、US国、RS国、EU国の全4国の軍があり、それぞれに生産できる兵器が異なる。同国同士の対戦も可能。
戦略拠点
マップ上には都市・工場・空港・首都の4種類がある。占領することで資金が増加し、兵器の生産量が増加する。
都市
地上兵器の補給のみ可能。
工場
地上兵器の生産、修理、補給が可能。
空港
航空兵器の生産、修理、補給が可能。
首都
陸上兵器の生産、修理、補給が可能。首都周辺の6HEX以内は、生産のみ可能。

## 兵器
兵器は、地上兵器（戦車、装甲車、地対空ミサイル、装甲兵員輸送車、補給車など）と航空兵器（戦闘機、攻撃機、爆撃機、対戦車ヘリコプター、輸送ヘリコプター）があり、工場・空港・首都で資金を消費して生産される。
兵器には各兵種に対する相性と射程が設定されており、当然ながら射程外の兵器や兵装の無い兵器では攻撃できない。

## 司令部
タイトル画面にある。言わば、「戦績」のページ。各国軍ごとにある。
階級
勝利した際の獲得ポイントの累積数によって、昇級する。最高位は元帥。
勲章
勝利した際のターン数に応じて、授与される勲章が異なる。ターン数が少ないほど優秀となり、高位の勲章を授与される。従軍章、勲章、上位勲章、最上位勲章の順に高位となる。
褒章
勝利ポイントがある一定の時点に達した際に授与される“おまけ”兵器。貰えるのは地上兵器、航空兵器の各1種類ずつで、第二次世界大戦時に活躍した兵器である。獲得すると、それ以降の新規ゲームにおいて生産が可能となる。
兵器図鑑
こちらも勝利ポイントがある一定の時点に達した際に授与される“おまけ”で、各兵器の解説が付いている画像。貯まると図鑑のようになる。